# مرصد جبل لاقونا
مرصد جبل لاقونا (بالإنجليزية: Mount Laguna Observatory)‏ وتُختصر إلى MLO هو مرصد فلكي تملكه وتديره جامعة ولاية سان دييغو (SDSU). تم تشغيل التلسكوب بالشراكة مع جامعة إلينوي في أوربانا شامبين (UIUC) حتى عام 2000. يقع مرصد جبل لاقونا على بعد 75 كيلومتر (47 ميل) شرق وسط مدينة سان دييغو، كاليفورنيا (الولايات المتحدة الأمريكية) على الحافة الشرقية لغابة كليفلاند الوطنية في جبال لاجونا في حرم جامعة ولاية سان دييغو الفلكي بالقرب من قرية جبل لاجونا. تم تخصيص مرصد جبل لاقونا في 19 يونيو 1968، بعد سبع سنوات من تحول قسم علم الفلك إلى قسم أكاديمي مستقل في كلية العلوم في جامعة ولاية سان دييغو. تم التكريس خلال الاجتماع الصيفي لعام 1968 للجمعية الفلكية للمحيط الهادئ. تعمل جامعة ولاية سان دييغو حاليًا مع جامعة كانساس (KU) وجامعة الأمم المتحدة تشابل هيل في مشاريع مختلفة.

## التلسكوبات
- مقراب مرصد جبل لاقونا 40-إنج 1.06 متر (42 بوصة) هو عاكس كاسيغرين تم بناؤه بواسطة أسترو ميكتنيكس (بالإنجليزية: Astro Mechanics)‏ في عام 1966. تم تزويده في الأصل بمرآة أساسية 1.02 متر (40 بوصة) ثم استبدلت لاحقا. يُعرف بشكل غير رسمي باسم تلسكوب إلينوي لأنه كان موجودًا في مرصد برايري التابع لجامعة إلينوي في إربانا-شامبين حتى عام 1981.
- تلسكوب كليفورد سميث 24 بوصة 0.6 متر (24 بوصة) هو عاكس كاسيغرين. تم بناؤه من قبل قسم علم الفلك في جامعة ولاية سان دييغو واستُخدم في الحرم الجامعي الرئيسي من عام 1961 إلى عام 1966. في عام 1971 تم تثبيته في مرصد جبل لاقونا بعد التعديلات.
- تم بناء تلسكوب زوار ريجنالد بولر مقاس 21 بوصة 0.52 متر (20 بوصة) في عام 1950 بواسطة شركة جي. دبليو فيكر. تم التبرع به لجامعة ولاية سان دييغو وخُصّص في مرصد جبل لاقونا في عام 1988. يتم استخدامه بشكل أساسي من قبل الطلاب للعرض المباشر وللتواصل.
- إيفريسكوب (بالإنجليزية: EvryScope)‏ عبارة عن فتحة عدسة متعددة (24x) .062 متر (2.4 بوصة) تلسكوب مسح يأخذ تقريبا 8000 درجة كل دقيقتين. وهو تعاون بين جامعة ولاية سان دييغو وجامعة ولاية كارولينا الشمالية في تشابل هيل.[3]

### تلسكوبات المستقبل
- مقراب فيليبس كلاود 50-إنج 1.25 متر (49 بوصة) قيد الإنشاء حاليًا. هو تعاون بين جامعة ولاية سان دييغو وجامعة كانساس، ومن المتوقع أن يرى الضوء الأول في النصف الأول من عام 2019.

### التلسكوبات السابقة
- التلسكوب الذي بناه بولر وتشيفنز 0.4 متر (16 بوصة) كان أول تلسكوب في المرصد، وحل محله تلسكوب كلود.
- التلسكوب الذي بناه نيشيمورا 0.4 متر (16 بوصة) واستخدمه الزوار في عام 1988. تم استبداله بتلسكوب بولر.
- أما تلسكوب (بالإنجليزية: Ultra-Light Technology for Research in Astronomy)‏ ULTRA 1.0 متر (39 بوصة) فقد كان تلسكوب اختبار لمرايا خفيفة الوزن من ألياف الكربون. كان يقع في 0.4م بناه بولر وتشيفنز من عام 2006 حتى عام 2008. قبل تركيبه، تم استبدال القبة الأصلية بقبة أكبر، وتم ترقية الحامل. كان المشروع عبارة عن تعاون بين جامعة ولاية سان دييغو وجامعة كانساس وجامعة دارتموث وشركة بصناعة المرايا في توسان في أريزونا.

## روابط خارجية
- قسم علم الفلك في جامعة ولاية سان دييغو
- الظروف الحالية في مرصد جبل لاقونا ملاحظة: قد تستخدم شهادة SSL موقعة ذاتيًا
- مرصد جبل لاغونا ، تنبؤات ساعة السماء الصافية لظروف المراقبة.
- مشروع EvryScope في UNC